# Jackie (Hund)
Der Hund Jackie war ein Mischling aus Finnland, der 1941 dadurch bekannt wurde, dass er seine Pfote auf das Kommando Hitler wie zum Hitlergruß erhoben haben soll. Dies verursachte eine heftige diplomatische Reaktion durch das Deutsche Reich; mehrere Ministerien waren mit der Angelegenheit befasst. 2011 kam für den Hund in der deutschsprachigen Presse der Ausdruck „Hitler-Hund“ auf.

## Vorgang
Im Januar des Jahres 1941 wurde in Deutschland bekannt, dass ein Hund in Finnland auf das Kommando Hitler seine Pfote wie zum Hitlergruß hochhob. Als Adolf Hitler davon erfuhr, beauftragte er das Auswärtige Amt mit seiner Botschaft in Helsinki und seinem Konsulat in Tampere, das Reichswirtschaftsministerium, die Präsidialkanzlei und das größte Chemieunternehmen des Deutschen Reichs, die I.G. Farben, dieser Angelegenheit nachzugehen.
Der deutsche Vizekonsul in Finnland Willy Erkelenz hatte am 29. Januar 1941 darüber berichtet und den Namen des Hundehalters Tor Borg genannt. Der Pharmaziegroßhändler Borg wurde in die deutsche Botschaft in Helsinki einbestellt, bestritt die Vorhaltungen und sagte aus, dass seine Frau ihren Hund Jackie 1933 im familiären Kreis Hitler genannt habe, weil er seine Pfote seltsam erhoben habe. Er habe den Hund nicht zum Hitlergruß abgerichtet und hege keine bösen Absichten gegenüber dem Deutschen Reich. Diplomatisch relevant war die Angelegenheit deshalb, weil Borgs Unternehmen seinerzeit Marktführer für Pharmazieprodukte in Finnland war. Borg hatte in Frankfurt am Main und Halle studiert und war seit 1923 mit der Deutschen Josefine Neisius verheiratet. Sein Unternehmen war geschäftlich mit „kriegswichtigen“ deutschen Chemieunternehmen verbunden. Darunter waren die E. Merck und Bayer Leverkusen, wobei letztere damals ein Teil des Chemiekonzerns I.G. Farben war.
Eigentlich war Finnland im Jahr 1941 dem Deutschen Reich freundschaftlich verbunden, das inmitten der Vorbereitung des Angriffs auf die Sowjetunion stand. Trotzdem arbeiteten die beauftragten Behörden intensiv und akribisch in dieser diplomatischen Angelegenheit.
Die Bayer AG erwog bereits, wie sie auf ein eventuelles staatlich angeordnetes Lieferverbot reagieren sollte, denn der Umsatz mit Borg betrug im Jahr 1940 umgerechnet auf heutige Preise mehr als 20 Millionen Euro. Die Bayer AG wies darauf hin, dass ihre Vertretung in Finnland nicht in der Lage sei, den Großhandelsvertrieb in Finnland zu übernehmen, und deshalb müsse dieses Verbot dann auch für alle anderen deutschen Pharma-Unternehmen gelten.
Das Auswärtige Amt in Berlin untersuchte, offenbar im Auftrag der Reichskanzlei, ob sich Zeugen finden ließen, um Tor Borg vor einem finnischen Gericht zu verklagen. Es wurden auch Zeugen vernommen, die nicht gegen Borg aussagten. Am 21. März 1941 fragte das Auswärtige Amt bei der Präsidialkanzlei des Führers und Reichskanzlers nach, ob gegen Borg Strafantrag gestellt werden könne. Die Antwort des Kanzleileiters Hans-Otto Meissner am 26. März 1941 lautete: „Mit Rücksicht darauf, dass der Sachverhalt nicht restlos aufgeklärt worden ist und mehrere Jahre zurückliegt, halte ich die Stellung eines Strafantrages nicht für erforderlich“.
Dieser diplomatische Vorfall ist gegenüber dem Berliner Tagesspiegel durch Dokumente des Auswärtigen Amtes in Berlin bestätigt worden, das eine diesbezügliche Akte im Archiv des Ministeriums aufbewahrt.
Über den Hitler-Hund berichtete in Deutschland zuerst die Zeitung taz, anschließend weitere deutsche Tageszeitungen und auch die anglo-amerikanische Presse, darunter die New York Times, The Telegraph und BBC News.
Klaus Hillenbrand, ein Politikwissenschaftler und Autor, der den Fall aufdeckte, beurteilte die Angelegenheit in der New York Times folgendermaßen:

“The dog affair tells us the Nazis were not only criminals and mass murderers, they were silly as hell. There are very few things you can laugh about because what they did was so monstrous. But there were two or three dozen people discussing the affair of the dog rather than preparing for the invasion of the Soviet Union. They were crazy.”

„Die Hundeaffäre zeigt, dass die Nazis nicht nur Kriminelle und Massenmörder waren, sie waren auch extrem dämlich. Es gibt sehr wenig, worüber man lachen kann, weil ihre Taten so monströs waren. Dennoch gab es zwei oder drei Dutzend Leute, die über die Hunde-Affäre diskutierten, anstatt sich auf die Invasion der Sowjetunion vorzubereiten. Sie waren verrückt.“

Jackie soll bis nach dem Ende des Zweiten Weltkriegs gelebt haben und eines natürlichen Todes gestorben sein. Tor Borg starb vermutlich 1959 im Alter von 60 Jahren, seine Frau 1971.
Die Firma von Tor Borg, die Tampereen Rohdoskauppa Oy, heute die Tamro Group, ist ein führendes Großhandelsunternehmen für pharmazeutische Produkte in Skandinavien, Russland und Estland mit etwa 5.500 Beschäftigten.